# Konstantin Axelsson
Erik Konstantin Axelsson, född 23 september 1848 i Norrköping, död 23 mars 1915 i Stockholm, var en svensk skådespelare och regissör.
Axelsson avlade studentexamen i Uppsala 1868 och antogs 1873 som aktörselev vid Kungliga teatrarna. 1874-79 var han engagerad vid Dramatiska teatern, där han bland annat framträdde som Ludvig XI i Gringoire, Härved Bosson i Bröllopet på Ulfåsa och Horatio i Hamlet. 1879-1882 var han anställd vid Nya teatern, 1882-1884 hos August Lindberg, hos vilken han bland annat spelade snickare Engstrand i Gengångare. 1884-1886 spelade han hos Wilhelm Rydberg vid Stora Teatern, Göteborg, 1886-1888 hos William Engelbrecht, där han fick mycket beröm för sin roll som John Knox i Bjørnstjerne Bjørnsons Maria Stuart i Skottland, varpå han 1888-1892 åter var verksam hos August Lindberg. Hösten 1892 tog han anställning vid sin svåger, Hjalmar Selanders teater där han sedan kvarstod i 8 år. Bland hans roller där märks Kandanaka i Vasantasena, Heinecke i Ära, överstelöjtnant Schwartze i Hemmet och Mårten Kiil i En folkefiende. 1900-1909 var han engagerad hos Albert Ranft, 1909-1910 hos August Falck, 1911-12 vid Dramatiska teatern och från hösten 1914 fram till sin död åter hos Albert Ranft.
Axelsson var far till skådespelaren Einar Axelsson (1895–1971).

## Teater

### Roller (ej komplett)
| År   | Roll                            | Produktion                                           | Regi                           | Teater                      |
| ---- | ------------------------------- | ---------------------------------------------------- | ------------------------------ | --------------------------- |
| 1872 | Budbärare II                    | Konung Richard den Tredje William Shakespeare        |                                | Kungliga Dramatiska Teatern |
| 1874 | Adamastor, konungens sändebud I | Kungarne på Salamis Johan Ludvig Runeberg            |                                | Kungliga Dramatiska Teatern |
| 1875 | Clement                         | Hedern och penningen François Pousard                |                                | Kungliga Dramatiska Teatern |
| 1876 |                                 | Hamlet William Shakespeare                           | Nils Arvidsson                 | Kungliga Dramatiska Teatern |
| 1876 | Marcus Pompenius, Gracchi vän   | Cajus Gracchus Adolf von Wilbrandt                   |                                | Kungliga Dramatiska Teatern |
| 1876 | Ragenhard, sachsare             | Rolands dotter Henri de Bornier                      |                                | Kungliga Dramatiska Teatern |
| 1876 | Lundberg, teologistuderande     | Pastorsadjunkten Anne Charlotte Leffler              |                                | Kungliga Dramatiska Teatern |
| 1888 | Pedersen                        | Kärlek Edvard Brandes                                |                                | Vasateatern                 |
| 1891 | Claudius                        | Hamlet William Shakespeare                           |                                | Stora Teatern, Göteborg     |
| 1891 | Doktor Fransen                  | Ett silverbröllop Emma Gad                           |                                | Mindre teatern, Göteborg    |
| 1900 |                                 | Provkandidaten Max Dreyer                            |                                | Svenska teatern, Stockholm  |
| 1905 | Pastorn                         | Daglannet Björnstjerne Björnson                      |                                | Svenska teatern, Stockholm  |
| 1906 |                                 | Gurre Holger Drachmann                               |                                | Svenska teatern, Stockholm  |
| 1907 | Krogstad                        | Ett dockhem Henrik Ibsen                             |                                | Svenska teatern, Stockholm  |
| 1907 |                                 | Kronbruden August Strindberg                         | Victor Castegren               | Svenska teatern, Stockholm  |
| 1907 |                                 | Johannes Hermann Sudermann                           |                                | Svenska teatern, Stockholm  |
| 1909 |                                 | Arsène Lupin Francis de Croisset och Maurice Leblanc | Knut Nyblom                    | Oscarsteatern               |
| 1912 |                                 | Storken Hans Aanrud                                  |                                | Intima teatern              |
| 1912 | Fray Hieronymo                  | Filip II Emile Verhaeren                             | Knut Michaelson                | Intima teatern              |
| 1912 |                                 | En kvinna utan betydelse Oscar Wilde                 | Knut Michaelson Gustaf Collijn | Intima teatern              |

### Regi
| År   | Produktion                             | Upphovsmän                                | Teater                  |
| ---- | -------------------------------------- | ----------------------------------------- | ----------------------- |
| 1889 | Kärlekens komedi Kjærlighedens Komedie | Henrik Ibsen Översättning Harald Molander | Stora Teatern           |
| 1910 | Närkingarna                            | Carl Axel Anrep                           | Skansens friluftsteater |
| 1912 | Snurran                                | Zacharias Topelius                        | Skansens friluftsteater |